# Orochi (manga)
Orochi (おろち?) es una serie de manga de terror escrita e ilustrada por Kazuo Umezu. Fue originalmente serializada por la revista Weekly Shōnen Sunday de la editorial japonesa Shogakukan, desde junio de 1969 a agosto de 1970.
El manga se compone de distintos capítulos, cada uno con una historia diferente pero con un nexo en común, una enigmática mujer de apariencia joven, llamada Orochi, que posee extraños poderes sobrenaturales (como la regeneración del cuerpo, telepatía, telequinesia), y con un gran interés en comprender la naturaleza humana y en las consecuencias de sus actos y pensamientos más ocultos.
Para ello viaja a través del país, observando y adentrándose en las vidas de las diferentes personas que conoce, en ocasiones como mera observadora o interactuando con ellos; lo que genera en consecuencias positivas y otras negativas.
Orochi (Yamata-no-Orochi), que significa «serpiente gigante», es un monstruo de la mitología japonesa, y suele venerarse como la deidad de la montaña en el sintoísmo. Es por eso que las personas que Orochi conoce en cada capítulo, quedan impactadas al escuchar el nombre de la muchacha.
La historia contiene variados elementos psicológicos y paranormales.
En 2008, el manga se adaptó a una película.

## Volúmenes
Orochi fue serializado en la revista Weekly Shōnen Sunday de la editorial Shogakukan desde el 15 de junio de 1969 hasta el 23 de agosto de 1970. Akita Shoten recopiló sus capítulos en seis volúmenes tankōbon, publicados entre el 23 de abril y el 23 de septiembre de 1971. En 2005, Shogakukan relanzó la serie en una edición de lujo de cuatro volúmenes.
- Volumen 1;
  - «Hermanas»: Orochi se refugia de una tormenta en una mansión donde viven dos bellas hermanas que ocultan un terrible secreto.
  - «Huesos»: Orochi resucita a un hombre para que regrese al lado de su viuda y alivie el dolor de su pérdida.

- Volumen 2;
  - «Prodigio»: Un chico es atormentado por la exigencia desmesurada de su madre, la que lo tortura tras un accidente que sucedió cuando este todavía era un bebé.
  - «Pueblo Natal»: Tras varios años un hombre regresa a su pueblo natal, en el que ocurren extraños sucesos.
  - «La Llave»: Un niño acostumbrado a mentir, asegura haber sido testigo de un crimen.

- Volumen 3;
  - «Escenario»: Un hombre es atropellado en presencia de su hijo y este queda traumatizado tras su muerte.
  - «Batalla», parte 1 y 2: Un muchacho descubre el horrible secreto de su bondadoso padre.

- Volumen 4;
  - «Ojos»: Un hombre es asesinado en presencia de una muchacha ciega y su padre es acusado del crimen.
  - «Sangre»: Una niña es constantemente comparada, de forma cruel, con su hermana mayor.